# 배양이 까다로운 생물
배양이 까다로운 생물(fastidious organism)은 영양 요구가 복잡하거나 특별한 영양분을 필요로 하는 유기체를 말한다. 다시 말해 이 생물들은 배지에 특별한 영양소가 있는 경우에만 성장할 수 있다. 더 제한적인 용어인 배양이 까다로운 미생물(fastidious microorganism)은 미생물학에서 배양 배지에 특별한 영양분이 있을 때만 자라는 미생물을 나타낼 때 사용하는 용어이다. 따라서 'fastidiousness'라는 용어는 종종 현재까지 시도한 방법들로 배양하기 어려운 경우를 가리키기도 한다.

## 예시
배양이 까다로운 세균에는 임균(Neisseria gonorrhoeae)이 있다. 임균은 혈액이나 헤모글로빈이 필요하며 추가로 여러 아미노산과 비타민도 성장에 필수적이다. 다른 예시에는 호이산화탄소성 생물(높은 이산화 탄소 농도가 필요한 생물)인 캄필로박터(Campylobacter)에 속하는 종이나 위나선균(Helicobacter pylori)이 있다. 배양이 까다로운 생물은 결코 약하지 않으며, 특정한 영양소와 온도가 알맞게 갖춰지고 경쟁자가 없는 미세환경에서는 잘 자라 죽이기 어려울 수 있다. 그러나 이 종류의 생물들은 배양 배지에 생물이 자라는 자연적인 환경을 정확히 재현해야 하기 때문에 간단히 배양하기는 힘들다. 예를 들어 매독균(Treponema pallidum)은 배양하기 어렵지만 자신이 선호하는 환경에서는 금방 회복하여 매독이 있는 환자의 모든 조직에서 박멸하기 어려워진다.

## 중요성
생물의 배양이 까다로우면 배양에서 음성이 나온 것이 위음성일 수 있다. 표본에서 생물을 배양하는 데에 실패했다고 해서 표본이나 그 표본을 채취한 부위에 원래 그 미생물이 없었다는 의미는 아니다. 따라서 검사의 민감도가 낮아질 수 있다. 따라서, 예를 들면 의사가 입원 중인 환자의 폐렴이나 패혈증의 원인균을 찾아내고, 사용할 항생제를 결정하는 데에 배양만으로는 충분하지 않을 수 있다. (농업, 의학, 생물공학 등에서) 어떤 세균이나 진균이 존재하는지 알아내기 위해서 과학자들은 배양 대신 다른 도구를 이용할 수 있다. 이용 가능한 다른 도구에는 유기체의 DNA나 RNA를 검출하는 핵산 검사, 대신 항원을 검출하는 면역학적 검사 등이 있다. 이런 검사들은 배양에 추가해서, 또는 배양을 대신하여 수행할 때 도움이 될 수 있다. 그러나 수많은 서로 다른 세균과 진균의 DNA, RNA, 항원은 인체뿐 아니라 공기, 토양, 물까지 널리 퍼져 있는 경우가 종종 있어 이런 검사들의 결과를 해석하는 데에는 신중해야 한다. 세균이나 진균이 감염되지는 않고 집락(콜로니)만 이루고 있거나 포자가 아직 발아되지 않은 상태일 때, 이 검사들의 양성 소견은  위양성일 수 있다. 적은 양의 DNA는 매개물에 의해 전파되는 식으로 거의 모든 곳에서 올 수 있고, 현대 검사는 그런 적은 양도 검출하기 때문에 검사 결과의 해석은 신중히 해야 한다. 이런 고려 사항들 때문에 주어진 상황에서 어떤 검사가 적절할지 결정하고 결과를 해석하는 것에도 기술이 필요하다.

## 유형
몇몇 미생물 종들은 특정 영양소뿐만 아니라 여러 종류의 화학적 신호를 필요로 할 수 있다. 이런 신호 중에는 근처의 다른 종에게 직간접적으로 의존하는 것들도 있다. 따라서 동정을 위해 미생물을 배양할 때 영양소뿐 아니라 다른 화학적 요구 사항들도 방해가 될 수 있다.